# 低多边形

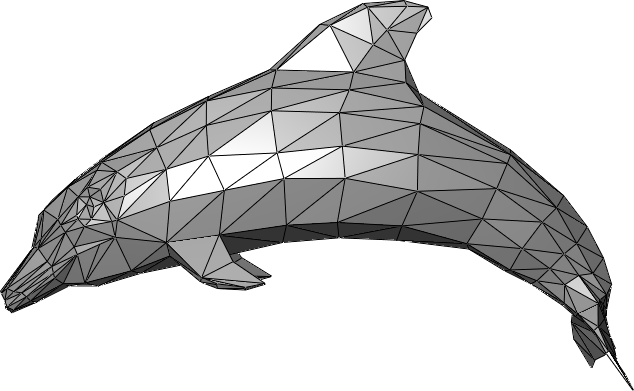
根据现代标准，组成这个海豚的网格属于低多边形

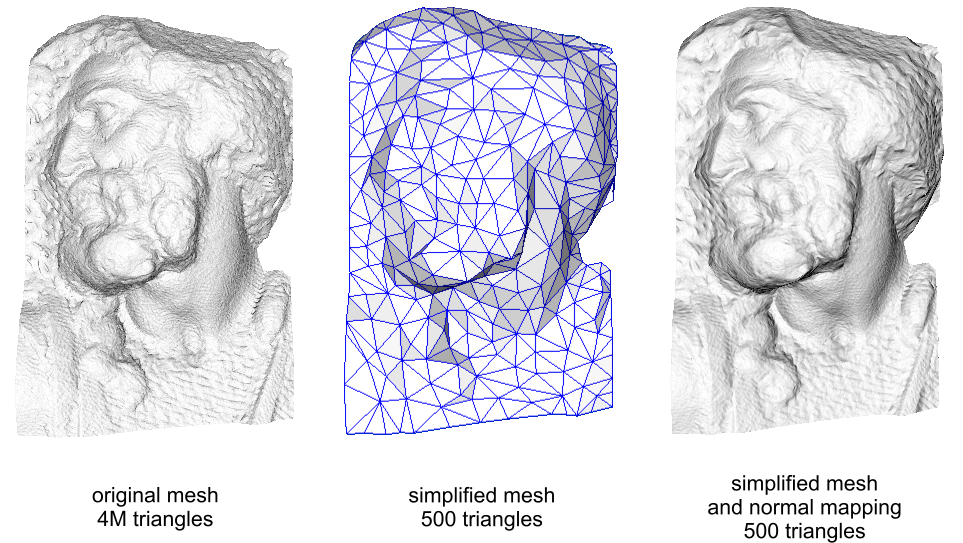
给网格添加更多细节，使低多边形（使用500个三角形）的网格添加细节的法线贴图示例

低多边形（英語：Low Poly）是多边形数量相对较少的多边形网格。低多边形网格常常在实时应用程序（例如游戏）中出现，与同一时代的动画电影和特效中的高多边形（使用了大量的多边形的图形）网格形成对比。网格中多边形数量是性能优化的重要因素，但低多边形可能会使显示效果欠佳。 

## 网格的必要性
多边形网格是模拟3D对象以供显示的主要方法之一。理论上多边形可以有任意数量的边，但实际操作中一般会将其分解为小的三角形进行显示。一般来说，网格中的三角形越多，显示对象越细腻，但显示设备的计算量也越大。为了减少渲染时间，增加帧速率，必须通过使用低多边形网格来减少场景中的三角形数量。 
计算机图形技术（例如法线贴图和凹凸贴图）旨在通过改变多边形的阴影，添加本不在网格中的内部细节来使图像看起来更加细腻

## 多边形预算
多边形预算是指在可接受帧速率范围内允许渲染在场景中的多边形数量，由游戏引擎、渲染方法与所用计算机共同决定。因此，多边形网格的使用主要受限于游戏和3D软件，因为这些场景用到的一般是处理能力较低的个人电脑或游戏机，低多边形可用于保证这些场景中设备的帧速率。 由于电影和電腦合成影像不需要进行实时渲染并且需要更高的帧速率，所以有更高的多边形预算。这些情况下计算机处理能力通常不受限制，因此通常使用大型计算机网络或渲染农场。此外，因为电脑游戏中的全动态视频序列可以预渲染的缘故，画面看起来比游戏本身更流畅。

## 物理引擎中的低多边形网格
低多边形使得物理引擎可以在简单的网格下做较为近似的碰撞偵測。

## 相对性
随着计算能力的不断加强，多边形预算相对以前也有了大幅提升，低多边形的概念也在随着时间推移不断改变，低多边形的概念还与因使用的具体对象而异。如今天的超級瑪利歐64现在被认为是低多边形，但在1996年发布时被认为是一项惊人的成就；在场景背景的叶子上使用数百个多边形将被视为高多边形（2018年前），但在主角上使用这么多多边形将被视为低多边形。这样，技术革新产生的今昔对比，主角与背景之间产生的主次差异，共同铸就了低多边形的相对性。

## 审美

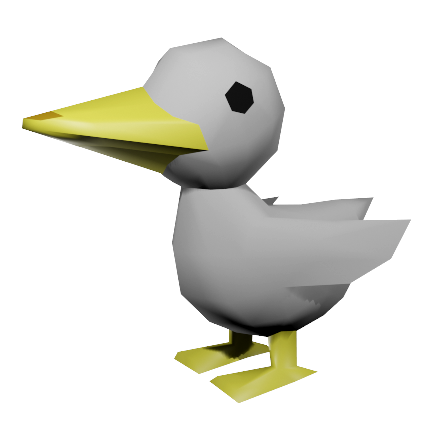
由220个多边形组成的3D模型

低多边形因为其独特的简洁而块状的设计，使得一些艺术家将其作为一种审美的追求，且随着计算机渲染愈发廉价，其最原始的用途已经在逐渐淡化，作为艺术的低多边形成为一种新的趋势。低多边形由于其产生于过去计算机算力较低的历史背景，看起来具有创建速度更快、成本更低的复古风格，因此被视为一种特殊的美学观点，常被独立游戏使用。正因如此，低多边形海北广泛用于创建懷舊元素，以实现某种复古风格，作为2维复古像素艺术的3维形态。

## 流行
尽管低多边形在艺术界有其一定的地位，但它在视频游戏行业的使用影响更受关注，因为它达到了减少开发时间和赋予游戏独特审美风格的双重目的。游戏平台Steam上第一个带有“低多边形”标签的游戏Mirror Moon EP在2013年9月发布，它是一个大量使用了低多边形风格的太空主题探索游戏。2014年，Richard Whitelock发表了一款以生存故事为线索和导向的生存游戏“Into this Wylde Abyss”，它具有与现代低多边形风格相似的艺术风格。自那时起，低多边形流派被迅速扩大。自2014年到2018年，Steam 上发布了244款带有低多边形标签的游戏，其中包括着一些著名的游戏，比如Superhot、Necropolis和Grow Up。